# 偷影子的人
《偷影子的人》（法語：Le Voleur d'ombres）是法国作家马克·李维创作的小说，2010年出版，是马克·李维的第10部作品。该小说主要讲述了一个会偷别人影子的小男孩长大的经历，其中包含着爱情，亲情，友情等元素。